# 서울남부지방법원
서울남부지방법원(서울南部地方法院)은 서울특별시 강서구, 양천구, 영등포구, 구로구, 금천구를 관할하는 지방법원이다. 서울특별시 양천구 신월로 386(신정동)에 위치하고 있다.

## 연혁
- 1971년 9월 1일 서울민·형사지방법원 영등포지원으로 개원. (관할구역: 서울특별시 영등포구, 경기도 시흥군)
- 1972년 1월 10일 문래동으로 청사 이전
- 1975년 10월 1일 등기관할 중에서 동 일부를 관악등기소로 이관
- 1976년 1월 1일 서울민·형사·가정법원 영등포지원으로 변경. 기존 관할구역 중 경기도 안양시·시흥군을 수원지방법원 관할로 변경.
- 1978년 11월 20일 등기관할 중에서 강서구 전부를 강서등기소에 이관, 동작구 전부와 강남구 방배동을 남부등기소에 이관
- 1980년 9월 1일 등기관할 중 구로구 전부를 구로등기소에 이관
- 1981년: 서울지방법원 남부지원으로 변경
- 1988년 2월 25일 사무국 신설, 사무과를 총무과로 개칭
- 1989년 9월 1일 서울지방법원 남부지원 동작구 관악구 관할을 서울민사·형사·가정법원에 이관
- 1995년 3월 1일 서울지방법원으로부터 강서등기소, 구로등기소 이관
- 1996년 4월 1일 영등포등기소 개소
- 2000년 2월 7일 등기과 신설 강서등기소 관할 중에서 양천구를 등기과로 이관
- 2000년 2월 21일 영등포구 문래동에서 양천구 신정동으로 이전.
- 2004년 2월 1일 서울남부지방법원으로 승격
- 2008년 12월 29일 강서등기소 청소 리모델링 개소
- 2016년 6월 27일 서울남부지방법원 등기국 개청

## 법원장
| 조직                  | 순번     | 이름   | 재임 기간                          |
| --------------------- | -------- | ------ | ---------------------------------- |
| 서울지방법원 남부지원 | 1대      | 백종무 | 1971년 9월 1일 ~ 1973년 3월 31일   |
| 서울지방법원 남부지원 | 2대      | 홍순표 | 1973년 4월 1일 ~ 1974년 9월 30일   |
| 서울지방법원 남부지원 | 3대      | 김상원 | 1974년 10월 1일 ~ 1975년 6월 19일  |
| 서울지방법원 남부지원 | 4대      | 채명묵 | 1975년 6월 20일 ~ 1977년 5월 20일  |
| 서울지방법원 남부지원 | 5대      | 박천식 | 1977년 5월 21일 ~ 1979년 5월 20일  |
| 서울지방법원 남부지원 | 6대      | 이회창 | 1979년 5월 21일 ~ 1980년 6월 19일  |
| 서울지방법원 남부지원 | 7대      | 이병후 | 1980년 6월 20일 ~ 1981년 4월 20일  |
| 서울지방법원 남부지원 | 8대      | 김석수 | 1981년 4월 21일 ~ 1983년 1월 31일  |
| 서울지방법원 남부지원 | 9대      | 윤승영 | 1983년 2월 1일 ~ 1983년 9월 9일    |
| 서울지방법원 남부지원 | 10대     | 황도연 | 1983년 9월 10일 ~ 1984년 8월 15일  |
| 서울지방법원 남부지원 | 11대     | 장상재 | 1984년 8월 16일 ~ 1986년 4월 19일  |
| 서울지방법원 남부지원 | 12대     | 이정락 | 1986년 4월 20일 ~ 1988년 7월 19일  |
| 서울지방법원 남부지원 | 13대     | 김문호 | 1988년 7월 20일 ~ 1991년 1월 31일  |
| 서울지방법원 남부지원 | 14대     | 가재항 | 1991년 2월 1일 ~ 1992년 8월 11일   |
| 서울지방법원 남부지원 | 15대     | 신성택 | 1992년 8월 12일 ~ 1993년 4월 25일  |
| 서울지방법원 남부지원 | 16대     | 김학세 | 1993년 4월 26일 ~ 1993년 8월 30일  |
| 서울지방법원 남부지원 | 17대     | 류태현 | 1993년 9월 1일 ~ 1994년 10월 10일  |
| 서울지방법원 남부지원 | 18대     | 강철구 | 1994년 10월 11일 ~ 1996년 3월 10일 |
| 서울지방법원 남부지원 | 19대     | 유지담 | 1996년 3월 11일 ~ 1998년 2월 22일  |
| 서울지방법원 남부지원 | 20대     | 이융웅 | 1998년 2월 23일 ~ 1999년 10월 11일 |
| 서울지방법원 남부지원 | 21대     | 황인행 | 1999년 10월 18일 ~ 2000년 7월 20일 |
| 서울지방법원 남부지원 | 22대     | 김명길 | 2000년 7월 21일 ~ 2002년 2월 7일   |
| 서울지방법원 남부지원 | 23대     | 김목민 | 2002년 2월 8일 ~ 2003년 2월 11일   |
| 서울지방법원 남부지원 | 24대     | 이창구 | 2003년 2월 12일 ~ 2004년 2월 10일  |
| 서울남부지방법원      | 직무대리 | 이창구 | 2004년 2월 1일 ~ 2004년 2월 10일   |
| 서울남부지방법원      | 1대      | 박송하 | 2004년 2월 11일 ~ 2005년 2월 13일  |
| 서울남부지방법원      | 2대      | 권남혁 | 2005년 2월 14일 ~ 2005년 11월 3일  |
| 서울남부지방법원      | 3대      | 박국수 | 2005년 11월 4일 ~ 2006년 8월 23일  |
| 서울남부지방법원      | 4대      | 구욱서 | 2006년 8월 24일 ~ 2009년 2월 8일   |
| 서울남부지방법원      | 5대      | 김이수 | 2009년 2월 9일 ~ 2010년 2월 10일   |
| 서울남부지방법원      | 6대      | 조용호 | 2010년 2월 11일 ~ 2011년 2월 16일  |
| 서울남부지방법원      | 7대      | 유승정 | 2011년 2월 17일 ~ 2012년 2월 15일  |
| 서울남부지방법원      | 8대      | 이성호 | 2012년 2월 16일 ~ 2013년 11월 10일 |
| 서울남부지방법원      | 9대      | 김문석 | 2013년 11월 11일 ~ 2015년 2월      |
| 서울남부지방법원      | 10대     | 윤성근 | 2015년 2월 12일 ~ 2017년 1월 30일  |
| 서울남부지방법원      | 11대     | 이균용 | 2017년 1월 31일 ~ 2019년 2월 13일  |
| 서울남부지방법원      | 12대     | 김흥준 | 2019년 2월 14일 ~ 2021년 2월       |
| 서울남부지방법원      | 13대     | 김용철 | 2021년 2월 ~ 2023년 2월            |
| 서울남부지방법원      | 14대     | 황정수 | 2023년 2월 ~ 2025년 2월            |
| 서울남부지방법원      | 15대     | 윤경아 | 2025년 2월 ~                       |

## 조직
- 재판부
  - 민사재판부: 항소부(3), 합의부(5), 단독(29)
  - 형사재판부: 항소부(3), 합의부(3), 단독(14)
- 사무국
  - 사법보좌관
  - 총무과
  - 종합민원실
  - 민사합의과
  - 민사단독과
  - 민사신청과
  - 형사과
  - 법원보안관리대
- 등기국
  - 등기운영과
  - 등기조사과

## 등기 관할
- 서울남부지방법원 등기국

## 같이 보기
- 서울중앙지방법원
- 서울동부지방법원
- 서울서부지방법원
- 서울북부지방법원